# Ostatni prom
Ostatni prom – polski film psychologiczny z 1989 roku w reżyserii Waldemara Krzystka. Pierwowzorem scenariusza do filmu była nowela filmowa autorstwa Sławomira Sosnowskiego pt. Wyspy samotne.
Zdjęcia do filmu zrealizowano we Wrocławiu (Powszechny Dom Towarowy „Renoma”) i Świnoujściu (terminal promowy i port morski).

## Opis fabuły
Polska w 1981 roku. W kraju narasta kryzys ekonomiczny i polityczny. Ze Świnoujścia do Hamburga odpływa prom „Wilanów” z wycieczką po bałtyckich miastach. Jej uczestników interesuje jednak wyłącznie pierwszy port na trasie – zachodnioniemiecki Hamburg, gdzie niemal wszyscy planują opuścić statek i pozostać na Zachodzie. Jednak w połowie drogi na prom dociera wiadomość o wprowadzeniu w kraju stanu wojennego i rozkaz zawrócenia do kraju. Na wieść o powrocie pasażerowie podnoszą swoisty bunt i na własną rękę zaczynają spuszczać szalupy, aby tylko nie wracać. Dramatyzm sytuacji zwiększa się, kiedy do statku podpływają niemieckie kutry, które przez megafony informują zgromadzonych na pokładzie ludzi o sytuacji w Polsce. Pasażerowie zaczynają skakać wprost do morza. W jednej z ostatnich scen, na zawijającym do portu pustym promie znajdują się tylko ci, którzy nie mogli uciec – załoga, kilku pasażerów i pies.
W akcję filmu wpleciony jest wątek licealnego nauczyciela Marka Ziarno, który ma za zadanie przemycić na Zachód ważne dokumenty związane z NSZZ „Solidarność” i jego pojedynek z usiłującymi temu przeszkodzić agentami SB znajdującymi się na promie.

## Obsada aktorska[1]
- Krzysztof Kolberger − Marek Ziarno
- Agnieszka Kowalska − Renata, była żona Marka
- Dorota Segda − Kasia Trelkowska, była uczennica Marka
- Ewa Wencel − Ewa
- Artur Barciś − Rysiek, mąż Ewy
- Jerzy Zelnik − Andrzej
- Aleksander Bednarz − Stefan, pierwszy oficer
- Mirosław Konarowski − Michał Walewski, intendent na promie
- Maciej Robakiewicz − steward – SB-ek
- Feliks Szajnert − SB-ek Staliński
- Anna Ciepielewska − Marecka
- Barbara Grabowska − Jola, żona Andrzeja
- Leonard Andrzejewski − towarzysz Zdzisław Marecki
- Leon Niemczyk − kapitan promu „Wilanów”
- Igor Przegrodzki − lekarz na promie
- Ewa Frąckiewicz − kobieta z psem
- Zbigniew Lesień − SB-ek w porcie
- Ryszard Radwański − SB-ek w porcie
- January Brunov − „Dryblas”
- Andrzej Mastalerz − Jurek, brat Ryśka
- Edwin Petrykat